# باربرا هامبي
باربرا هامبي (بالإنجليزية: Barbara Hamby)‏ هي كاتِبة وشاعرة أمريكية، ولدت في 1952.